# FB Be 8/8
Die Be 8/8 der Forchbahn (FB) sind Doppeltriebwagen, die im Zürcher Strassenbahnnetz zwischen Stadelhofen nach Weinegg unter 600 V Gleichspannung und anschliessend bis Esslingen unter 1200 V Gleichspannung verkehren. Die Fahrzeuge sind stark mit den Tram 2000 der Verkehrsbetriebe Zürich, den Be 4/8 des Berner Muritrams, den Wagen 501–506 und 551–554 der Strassenbahn Neuenburg sowie den Wagen 11–17 und 111–120 der Waldenburgerbahn verwandt, weshalb sie auch den Namen Forchbahn 2000 tragen. In den 1980er Jahren wurden vier Steuerwagen analog zu den Be 8/8 gekauft, welche heute nur noch selten im Einsatz sind.

## Geschichte
Als in den 1970er Jahren das Verkehrsaufkommen schnell zunahm, konnte die Forchbahn den Ansturm an Fahrgästen kaum noch bewältigen. Häufig mussten Anhängewagen von den Verkehrsbetrieben Zürich angemietet werden, bis man sich entschied, neue Fahrzeuge zu kaufen, welche die CFe 2/2 1-6 ersetzen sollten, die zu dieser Zeit schon 60 Jahre im Einsatz standen. Weil die Forchbahn Steigungen bis zu 6,9 % befährt, mussten die Triebwagen genügend leistungsfähig sein, um einen Steuerwagen allein die Steigung hochzuschieben.
Der Be 8/8 wurde von der Schweizerischen Wagons- und Aufzügefabrik Schlieren (SWS) zwischen 1976 und 1986 in drei Losen erbaut, wobei die elektrische Ausrüstung von Brown, Boveri & Cie. (BBC) stammt. Im November 1976 traf der erste ein und wurde noch im gleichen Monat für Gratisfahrten mit Publikum eingesetzt.
2002 wurden die Be 8/8 umgebaut, damit sie mit den später beschafften Be 4/4 51-58 verkehren können. Dies wird jedoch selten genutzt, weil die Schützensteuerung schlecht mit der Umrichtersteuerung der Be 4/4 zusammenarbeitet.

## Technik
Jeder Doppeltriebwagen bestehen aus zwei Wagen, die eigene Nummern tragen, wobei nur die Wagen mit ungeraden Nummern einen Einholmstromabnehmer tragen, der andere Kasten ist ohne Stromabnehmer. Die Triebwagen erhielten eine elektronisch gesteuerte Schützensteuerung, welche im Vergleich zu der beim Tram 2000 verwendeten Chopper-Steuerung beim damaligen Stand der Technik einfacher für den Zweispannungsantrieb anzupassen war. Sämtliche Ausrüstungsteile der Fahrzeuge wurden elektrisch betrieben, sodass auf den Einbau einer Druckluftausrüstung mit Kompressor verzichtet werden konnte und dadurch die Triebwagen leichter gebaut werden konnten. Diese erforderte allerdings für die Türantriebe, den Stromabnehmerantrieb und die Bremsanlage neue Lösungen, die auf Druckluft verzichteten. Die Fahrzeuge benutzen als akustische Warneinrichtung auf dem Strassenbahnabschnitt eine Rasselglocke, auf der Überlandstrecke kommt ein Lautsprecher zum Einsatz, der mit Hilfe einer elektronischen Schaltung den Ton einer Lokomotivpfeife abgibt. Für die Fahrtrichtungsanzeige auf dem Strassenbahnnetz sind die Triebwagen mit Blinkern ausgestattet.
Jeder Wagenkasten des Doppeltriebwagens weist auf beiden Seiten je zwei Doppelfalttüren auf. Über den Türen befinden sich die Luftaufbereitungsgeräte, die für das Heizen und Belüften des Fahrgastraums dienen. Unter dem Wagenkasten befindet sich ein Apparatekasten, in dem die elektromagnetischen Schützen der Schützensteuerung, die Wendeschalter und die Bremwiderstände untergebracht sind. Die Drehgestelle sind baugleich zu denjenigen des Tram 2000 der VBZ. Jedes der beiden Drehgestelle weist einen längs eingebauten Fahrmotor auf, der über Achsgetriebe die beiden Radsätze des Drehgestells antreibt. Unter 600 V Gleichspannung sind zwei Motoren dauernd parallel geschaltet, auf der Überlandstrecke sind jeweils zwei Motoren dauernd in Reihe geschaltet. Bei Anfahrt sind die beiden Motorgruppen unabhängig von der Fahrdrahtspannung zuerst in Reihe, danach parallel geschaltet.
Die Antriebssteuerung weist 18 Fahrstufen in Reihenschaltung, 16 Fahrstufen in Parallelschaltung und 4 Feldschwächstufen auf. Der Wagenführer kann mittels Handrad die gewünschte Beschleunigung oder Verzögerung vorgeben. Im Fahrbetrieb gibt es eine Rangierfahrstufe, eine Serienfahrstufe und vier Parallelfahrstufen mit zwischen 0,4 m/s² und 1,2 m/s² wählbarer Beschleunigung, sowie eine Feldschwächstufe. Im Bremsbetrieb steht eine automatische Geschwindigkeitsregelung zur Verfügung, die das Fahrzeug auf einer vorwählbaren Geschwindigkeit zwischen 65 km/h und 10 km/h hält. Zum Anhalten stehen acht Stufen zur Verfügung, die je nach Stufe eine Verzögerung zwischen 0,7 m/s² und 2 m/s² ansteuern. Im Normalbetrieb bremsen die Triebwagen mit der elektrischen Widerstandsbremse. Bei geringer Geschwindigkeit oder bei Ausfall der elektrischen Bremse wird eine mechanische Bremse benutzt, die auf Bremsscheiben wirkt. Die Bremszangen werden dabei durch eine elektrisch angetriebene Spindel betätigt, deren Steuerung anhand der Anzahl Umdrehungen auf die erzeugte Bremskraft schliesst. Bei Schnellbremsungen kommt eine Magnetschienenbremse zum Einsatz. Eine Federspeicherbremse dient als Feststellbremse.

## Steuerwagen Bt 201-204
1981 zur Lieferung des vierten und fünften Doppeltriebwagen wurden bei der SWS vier zu den Be 8/8 passende Steuerwagen beschafft. Diese haben sich jedoch, wie auch der Bt 101, als zu schwer erwiesen und werden deshalb heute nur noch selten eingesetzt, meist zusammen mit drei Fahrzeugen aus der Serie Be 4/4 51-58. Im Jubiläumsjahr 2012 war der Bt 202 als «Gipfelstürmer» im Einsatz. Er wurde vom Frauenverein Forch bedient, der morgens darin Kaffee und Gipfeli verkaufte.

## Fotos

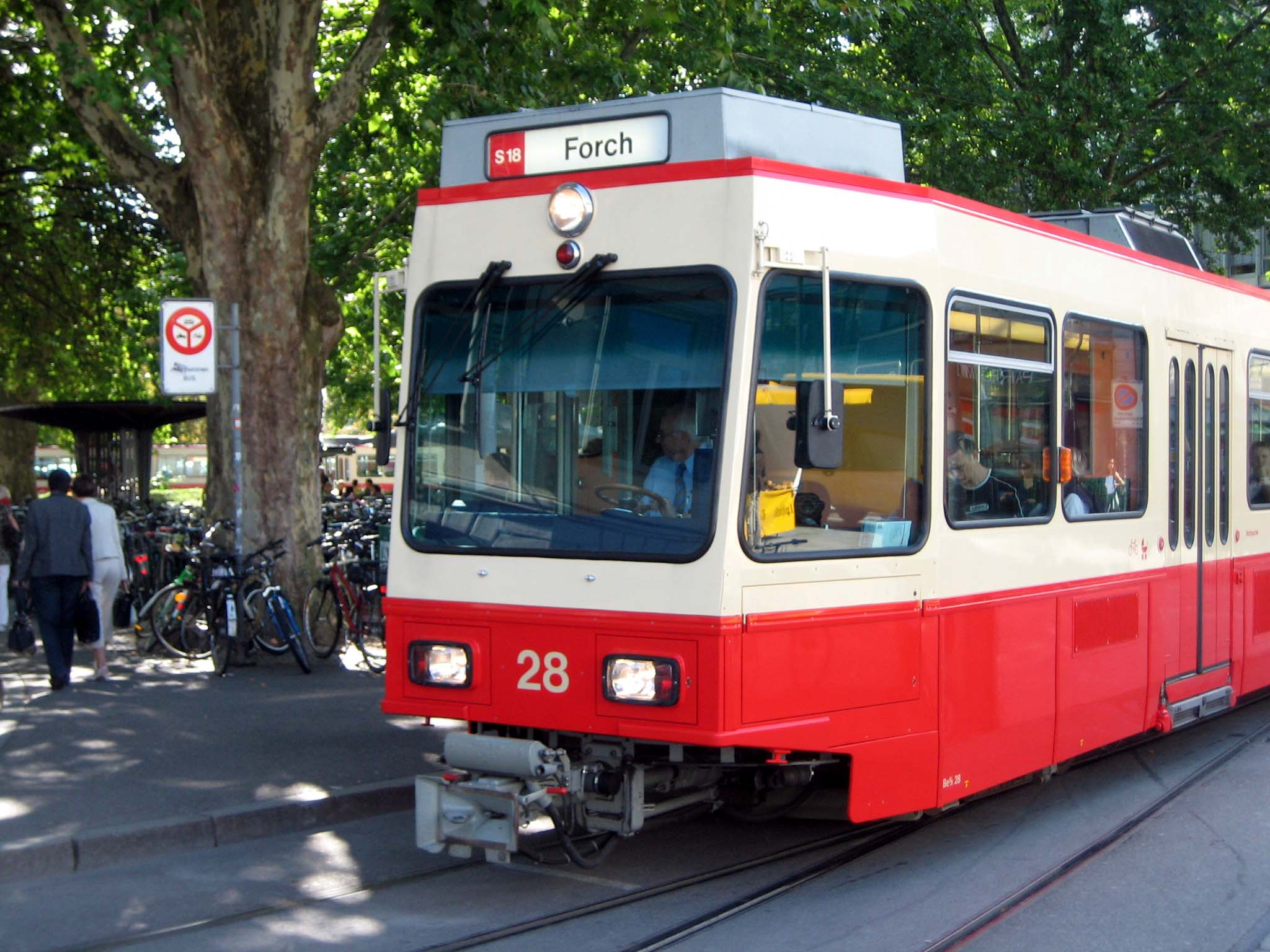
Frontpartie des Doppeltriebwagen Be 8/8 27/28
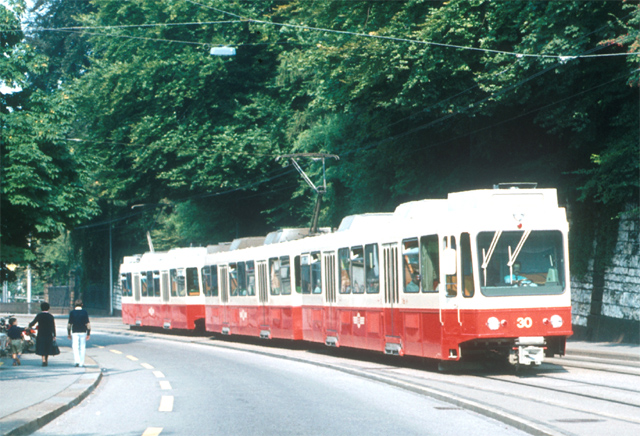
Ein Dreiwagenzug kurz nach dem Bahnhof Stadelhofen, mit einem Steuerwagen der Serie 201-204 und dem Be 8/8 29/30.
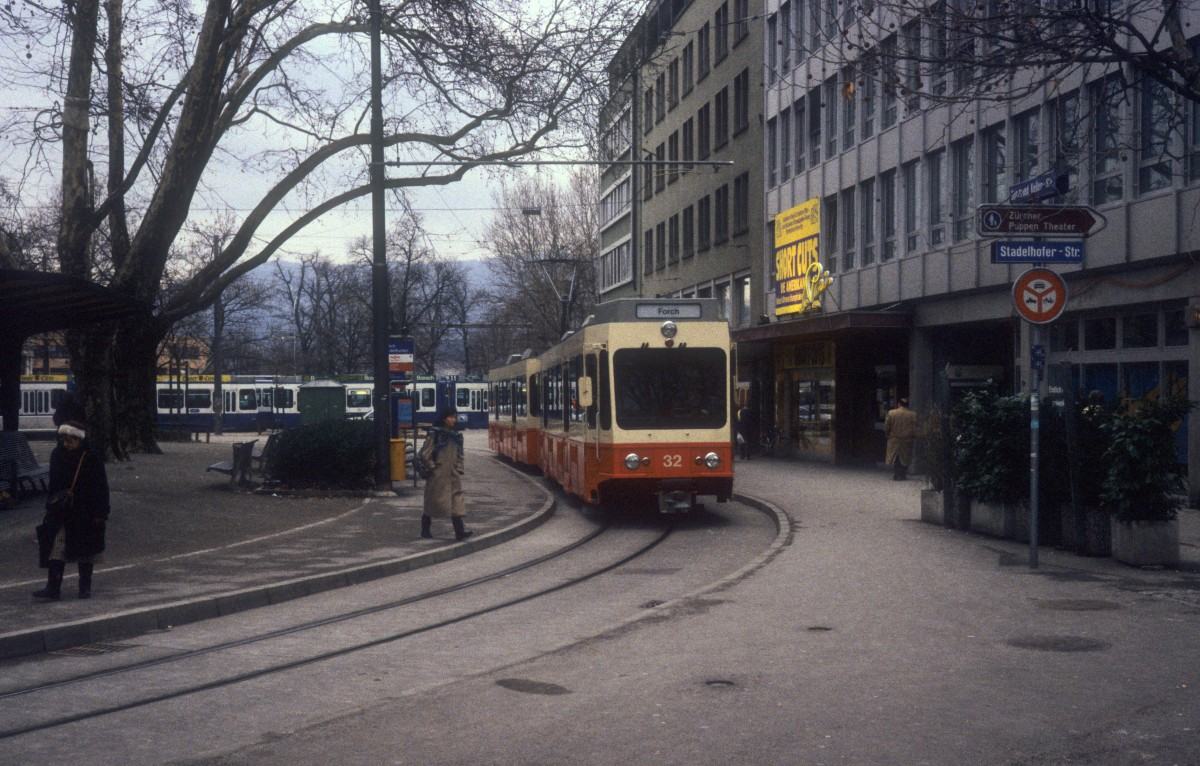
Triebwagen Be 8/8 31/32 als Alleinfahrer am Bahnhof Stadelhofen.